# Irmina z Oerenu
Irmina z Oerenu také Irmina z Trevíru (6. století? Trevír - 704/710? Wissembourg, Alsasko) byla franská abatyše, spoluzakladatelka kláštera v Echternachu, na jehož založení v letech 697 až 698 složila donaci, kterou svěřila Willibrordovi.
Jejím manželem byl Hugobert, senešal a hrabě na královském dvoře Chlodvíka IV. Její rodiče nejsou známi, i když v trevírské tradici je od 11. století mylně uváděna jako dcera merovejského krále Dagoberta I. Jisté je, že patřila k jednomu z mocných rodů Austrasie, který byl úzce spjat s Karlovci, a je jedním z předků Karla Velikého. Historik Ian Wood uvedl, že Irmina je tradičně a pravděpodobně správně označována jako Plektrudina matka. Kromě kláštera v Echternachu, byla i druhou abatyší kláštera v Oeren, později přejmenováného na klášter svaté Irminy. Trevírská tradice ji mylně označuje za zakladatelku i tohoto kláštera.
Irmina zemřela mezi lety 704 a 710. Historici se domnívají, že zemřela pravděpodobně koncem roku 705 nebo začátkem roku 706, protože 13. května 706 Willibrord svěřil vládu a ochranu nad Echternachem Pipinovi II. Prostřednímu,  Podle jiných zdrojů byla pohřbena 24. prosince 708 ve Weissenburgu v Alsasku, kde bylo možno vidět corpus integrum sce. Yrmene virginis, filie Dagoberti regis jako relikvii. Její tumba z gotického období byla zničena během francouzské revoluce.
Irmina je v katolické církvi uctívána jako světice. Její svátek se slaví 24. prosince.

## Potomci
- Plektruda (650-718) - první manželka Pipina II. Prostředního a zakladatelka opatství svaté Marie v Kolíně nad Rýnem.[9]
- Adéla z Pfalzelu (cca 660-734) - abatyše v Pfalzelu
- Regnitruda - jejím druhým manželem byl vévoda Theudebert Bavorský
- Irmina (úmrtí cca 704) - provdaná za Charivea, bratra Lamberta, hraběte z Hesbaye.
- Chrodelinda - provdala se za Wida, opata Saint Wandrile
- Bertrada z Prümu (670 - po roce 721) - zakladatelka opatství v Prümu a matka hraběte Heriberta z Laonu, který byl otcem Bertrady z Laonu, matky Karla Velikého.